# Errare humanum est
Errare humanum est лат. (изговор:ераре хуманум ест). Гријешити је људски.

## Шира верзија
Ераре хуманум ест, персевераре  аутем диаболикум, (лат. Errare humanum est, perseverare autem diabolicum) људски је гријешити, али истрајати у гријеху је ђаволски. 